# 바버라 미컬스키
바버라 앤 미컬스키(영어: Barbara Ann Mikulski, 1936년 7월 20일 ~ )는 미국 민주당 소속의 정치인이다. 민주당 소속으로 1977년부터 1987년까지 미국 하원에서 활동하기도 했다. 미컬스키 의원은 미국 의회 역사상 최장수 여성이자 메릴랜드주 역사상 최장수 상원의원이다.
이스트 볼티모어의 하이랜드타운 근교에서 자란 미쿨스키는 세인트 아그네스 칼리지와 메릴랜드 대학교 사회복지학과에 다녔다. 원래 사회복지사이자 지역사회 조직가였던 그녀는 1971년 미국에서 "민족 운동"에 관한 고도로 대중화된 연설을 한 후 볼티모어 시의회에 선출되었다. 1976년 하원의원에 당선되었으며, 1986년 메릴랜드 주에서 미국 상원의원으로 선출된 최초의 여성이 되었다.
2012년 12월 대니얼 이노우에 상원의원 사망 이후 2015년까지 미쿨스키가 상원 세출위원회 위원장을 맡았다. 그녀는 메릴랜더로서는 처음으로 그 자리를 지킨 여성이자 최초의 메릴랜더였다. 은퇴할 때, 그녀는 위원회의 서열화된 소수민족 회원이었다. 그녀는 또한 보건, 교육, 노동, 연금 위원회와 정보 위원회에서도 일했다.
2015년 3월 2일, 미쿨스키는 상원에서 5번의 임기를 마치고 은퇴할 것이며 2016년 재선에 도전하지 않을 것이라고 발표했다. 2017년 1월, 미쿨스키는 존스 홉킨스 대학교에 공공정책학 교수 겸 대학교수 로널드 J. 다니엘스의 조언자로 입사했다.

## 역대 선거 결과
| 선거명      | 직책명                        | 대수  | 정당   | 득표율  | 득표수      | 결과 | 당락                     |
| ----------- | ----------------------------- | ----- | ------ | ------- | ----------- | ---- | ------------------------ |
| 1974년 선거 | 상원의원 (메릴랜드 제3부)     | 94대  | 민주당 | 42.67%  | 374,563표   | 2위  | 낙선                     |
| 1976년 선거 | 하원의원 (메릴랜드 제3선거구) | 95대  | 민주당 | 74.59%  | 107,014표   | 1위  | 메릴랜드주 하원의원 당선 |
| 1978년 선거 | 하원의원 (메릴랜드 제3선거구) | 96대  | 민주당 | 100.00% | 91,189표    | 1위  | 메릴랜드주 하원의원 당선 |
| 1980년 선거 | 하원의원 (메릴랜드 제3선거구) | 97대  | 민주당 | 76.13%  | 102,293표   | 1위  | 메릴랜드주 하원의원 당선 |
| 1982년 선거 | 하원의원 (메릴랜드 제3선거구) | 98대  | 민주당 | 74.20%  | 110,042표   | 1위  | 메릴랜드주 하원의원 당선 |
| 1984년 선거 | 하원의원 (메릴랜드 제3선거구) | 99대  | 민주당 | 68.21%  | 133,189표   | 1위  | 메릴랜드주 하원의원 당선 |
| 1986년 선거 | 상원의원 (메릴랜드 제3부)     | 100대 | 민주당 | 60.47%  | 663,566표   | 1위  | 메릴랜드주 상원의원 당선 |
| 1992년 선거 | 상원의원 (메릴랜드 제3부)     | 103대 | 민주당 | 71.00%  | 1,307,610표 | 1위  | 메릴랜드주 상원의원 당선 |
| 1998년 선거 | 상원의원 (메릴랜드 제3부)     | 106대 | 민주당 | 70.50%  | 1,062,810표 | 1위  | 메릴랜드주 상원의원 당선 |
| 2004년 선거 | 상원의원 (메릴랜드 제3부)     | 109대 | 민주당 | 64.77%  | 1,504,691표 | 1위  | 메릴랜드주 상원의원 당선 |
| 2010년 선거 | 상원의원 (메릴랜드 제3부)     | 112대 | 민주당 | 62.19%  | 1,140,531표 | 1위  | 메릴랜드주 상원의원 당선 |